# Ширато, Франциск
Франциск Ширато (рум. Francisc Șirato, род. 15 августа 1877 г. Крайова — ум. 4 августа 1953 г. Бухарест) — румынский художник и график, иллюстратор, педагог и писатель.

## Жизнь и творчество
Родился в семье выходцев из Баната. Получил образование печатника. В 1898—1899 годах работает в Дюссельдорфе, в литографической мастерской. Вернувшись в Румынию в 1899 году, Ф. Ширато поступает в бухарестскую Школу изящных искусств и занимается там до 1905 года. Как художник-иллюстратор столичных газет и журналов, он быстро завоёвывает популярность и вырабатывает свой особый, энергично-геометрический стиль рисунка. Участвовал в различных групповых выставках, в 1907 году в бухарестском Официальном салоне прошла его персональная экспозиция. Перед началом Первой мировой войны Ф. Ширато входил в группу «Tinerimii Artistice». значительное влияние на творчество художника оказало творчество Поля Сезанна. В 1920 году Ф. Ширато вступает в группу «Искусство Румынии (Arta Română)», в 1924 году принимает участие в организованной ею выставке.
В 1926 году художник, совместно с живописцами Николае Тоница, Штефаном Димитреску и скульптором Отто Ганом создаёт группу Grupul celor patru (Группу Четырёх) — одну из наиболее активных в румынском модернистском искусстве XX столетия, боровшейся с косным академизмом в официозной живописи. Начиная с 1930 года Ф. Ширато в своём творчестве начинает экспериментировать с передачей на полотне светового потока при помощи особой хроматической жидкости. Эти работы его имеют много общего с произведениями Пьера Боннара. В 1933 году Ф. Ширато становится профессором в Академии изящных искусств в Бухаресте. С 1916 года он работает также как художественный критик, автор работ по теории искусства.

## Дополнения
- Vă mai amintiți de: Francisc Șirato (рум.) Биография и автопортрет Ф. Ширато